# Wolfsberg (Calenberger Land)
Der Wolfsberg im Calenberger Land ist ein 153 m ü. NHN hoher Ausläufer des Süllbergs. Bis auf seine Gipfelregion ziehen sich Ortslagen von Lüdersen in der niedersächsischen Region Hannover.

## Geographie

### Lage
Der Wolfsberg erhebt sich im Gebiet der Stadt Springe mit der Gipfelregion und Südostteilen der Erhebung, der Stadt Ronnenberg mit dem Nordhang und der Gemeinde Wennigsen, deren Grenze auf dem im Nordwesten befindlichen Übergangsbereich zum Vörier Berg verläuft. Sein Gipfel liegt etwa 1000 m nordöstlich des dem Höhenzug Deister (405 m) östlich vorgelagerten Süllbergs (199 m). Auf der Erhebung befindet sich das zu Springe gehörende Dorf Lüdersen, die westliche Gemarkung gehört zum Wennigsener Ortsteil Holtensen.
Auf dem Westhang des Wolfsberges entspringt der Bach Grund, der in den durch Holtensen zur Ihme verlaufenden Holtenser Bach (Holtenser Beeke) mündet. Der auf dem Nordhang der Erhebung gelegenen Wolfsbergquelle entfließt ein Bach, der die Arnumer Landwehr bei Hiddestorf speist; die Quelle ist zu Naherholungszwecken erschlossen. Südlich vorbei fließt mit der von der Ostflanke des Süllbergs kommenden Schille ein linksseitiger Quellbach des die Alte Leine speisenden Fuchsbachs.

### Naturräumliche Zuordnung
Der Wolfsberg gehört in der naturräumlichen Haupteinheitengruppe Niedersächsische Börden (Nr. 52), in der Haupteinheit Calenberger Lößbörde (521) und in der Untereinheit Hannoversche Börde (521.0) zum Naturraum Gehrdener Lößhügel (521.01).

## Geologie

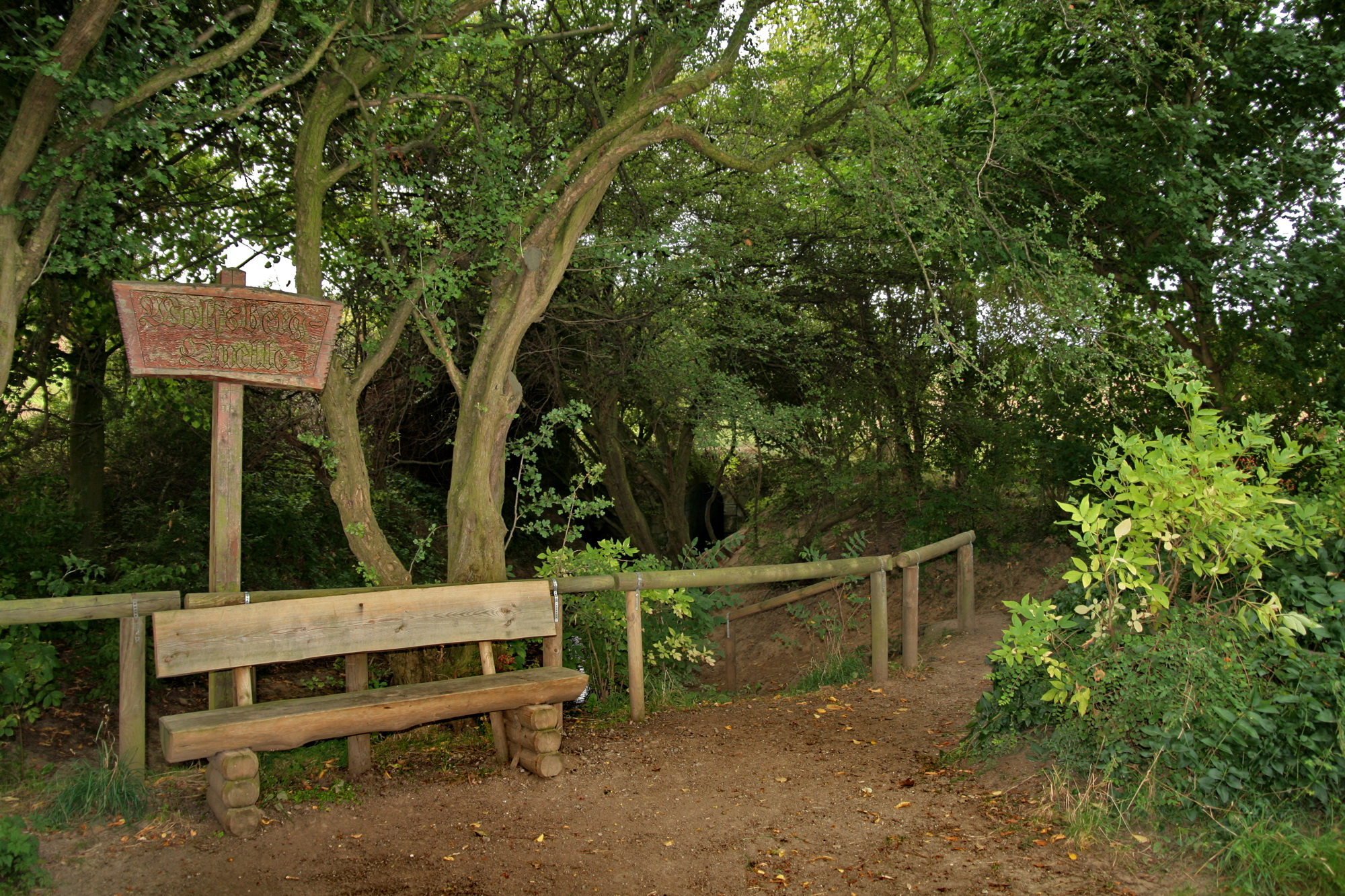
An der Wolfsbergquelle

Der Wolfsberg entstand in der Jurazeit. Seine Landschaft ist geprägt durch eine bis zu 3 m mächtige Lössschicht, die in der Spät- und Nacheiszeit durch Windausblasung und -ablagerung vor der Mittelgebirgsschwelle entstand. Auf seiner Ostseite befinden sich Sandsteinbrüche mit Vorkommen von Deistersandstein, der im 19. Jahrhundert abgebaut wurde.

## Landschaftsschutz
Jenseits der Bebauungsgrenze liegen auf dem Wolfsberg Teile des Landschaftsschutzgebiets (LSG) Süd-Deister (CDDA-Nr. 324904; 1967 ausgewiesen; 33,792 km² groß); auf dem Übergangsbereich zum Vörier Berg schließen sich solche des LSG Landwehr-Süllberg (CDDA-Nr. 322484; 1968 ausgewiesen; 15,718 km² groß) an. Das Letztere mit der Nr. H-22 der Region Hannover befindet sich derzeit in Überarbeitung. Nach politischer Beschlussfassung soll es Teil des Norddeister (H-23) werden. Die Schutzwürdigkeit wird unter anderem begründet als zentral gelegener Teil des Naturraumes Calenberger Lößbörde.

## Infrastruktur

### Besiedlung
Am Ostrand des Wolfsberges findet sich die Wüstung Weningrodere. Diese wurde in der spätmittelalterlichen Wüstungsphase aufgegeben. Die letzte urkundliche Erwähnung findet sich 1370. Der Ort lag dort, wo der Weg von Holtensen nach Lüdersen in den Weg von Lüdersen nach Linderte einmündete. Heute ziehen sich bis auf die Gipfelregion der Erhebung nordwestliche Ortslagen von Lüdersen.

### Verkehrsanbindung
Auf dem Wolfsberg verlaufen viele Wohngebietsstraßen (wie die Straße Wolfsberg) von Lüdersen, durch das die von Bennigsen kommende Kreisstraße 227 führt. Die westlich der Gipfelregion angelegte Wohngebietsstraße Holtenser Weg geht in einen für den öffentlichen Kraftfahrzeugverkehr gesperrten Feldweg über, der nordwestwärts über den Vörier Berg nach Holtensen führt und dort in die Ortsrandstraße Lüderser Weg übergeht. Östlich vorbei an der Erhebung verläuft die Bahnstrecke Hannover–Altenbeken mit den nahen Haltepunkten Holtensen/Linderte und Bennigsen.